# Mertensophryne nyikae
Mertensophryne nyikae es una especie de anfibios de la familia Bufonidae.
Se encuentra en Malaui y Zambia.
Su hábitat natural incluye montanos secos, praderas tropicales o subtropicales a gran altitud, pantanos, marismas de agua dulce.